# Дворец Тышкевичей (Лентварис)
Дворец Тышкевичей — дворец в неоготическом стиле в Лентварисе, в Тракайском районе Вильнюсского уезда Литвы, на северном берегу озера Лентварис, построенный в середине XIX века для семейства Тышкевичей.

## История
Официальной датой первого письменного упоминания имения Ландварово считается 1596 год, хотя местность Ландвер (современный Лентварис) также упоминалась в хрониках Виганда Марбургского 1394 года. В хронике о поселении говорилось совсем немного, никаких подробностей не описывалось. Поселение много раз меняло своё название и хозяев, переходя от одного рода к другому. Первым известным владельцем Литваришек Таборишек или Лантварова был маршал Ян Соколович — Кунцевич. После смерти Яна, наследницей имения стала его дочь — Беата, которая в 1606 году продала имение Литваришки Таборишки или Лантваров Павлу Стефану Сапеге. 19 июля 1635 года владельцем Лантварова стала дочь Павла Стефана — Анна Катажина Сапега. В 1666 году имение было продано Анне Сапеге — Нарушевич, в 1669 году Анна подарила имение Лантваров вильнюсскому монастырю бернардинцев. В 1771 году, выплатив бернардинцам 12 тысяч злотых, хозяином имения стал земский регент воеводства Троцкого — Антони Гриневич, но спустя два года, в 1773 году, на Лантваров стал претендовать Юзеф Домбровский. После нескольких судебных процессов, проходившие в Новом и Старом Тракае, в 1778 году Гриневич отсудил Лантваров, выиграв судебный процесс с Домбровским.
В 1850 году имение было приобретено Юзефом Тышкевичем. На момент приобретения имения в нём уже были некоторые постройки: мельница, дом мельника, конюшня, несколько свинарников и амбаров возле озера, пивоваренный завод. Центром усадьбы являлся большой деревянный дом XVII века, на высоком каменном фундамаенте. В 1855–1865 годах был построен 2–3 этажный дворец с массивной готической четырёхугольной башней. Дворец дополняла открытая веранда на тонких чугунных столбах, с ажурной крышей-навесом. Глубокий овраг, окружавший дворец, он превратил в большое искусственное озеро, а дорогу, ведущую по дамбе во дворец, обсадил с двух сторон тополями. Также в имении были построены новые кирпичные и деревянные конюшни, каретный двор, хлев, амбары, сараи, деревянные дома для обслуги, дом управляющего, административный дом.
В 1892 году имение перешло к сыну Юзефа Тышкевича — Владиславу. В 1899 году по его заказу началась значительная перестройка дворца. Авторы проекта — бельгийский архитектор де Ваег и польский архитектор и художник Тадеуш Ростворовский.
Долгое время в дворце Тышкевичей размещалась богатая коллекция различных произведений искусства. В 1915 году из-за приближения к Виленщине линии фронта, она была вывезена в глубь России, после чего её следы затерялись. Часть сохранившихся ценных предметов находятся в коллекции Тракайского замка.
Осенью 1919 года во дворце по приглашению графа Тышкевича гостил папский нунций Акилле Ратти, в будущем папа римский Пий XI.
Во времена Литовской ССР дворец принадлежал Ковровой фабрике «Kilimai».
В 2007 году дворец был приобретён бизнесменом Лаймутисом Пинкявичусом, но в том же году он заявил о банкротстве. В 2012 году дворец был арестован. В 2016 году дворец был приобретён бизнесменом Угнюсом Кигуолисом. Изначально он планировал вложить в проект реставрации дворца минимум 2,5 млн €. В 2018 году ЕС профинансировал 673 тыс. € на реставрационные работы, началась реставрация дворца.

## Парк
Дворец окружён парком площадью 12,7 гектар, спроектированным придворным ландшафтным архитектором Тышкевичей Эдуардом Андре. Перед Первой мировой войной в парке росли 60 видов деревьев и кустарников. Также был создан соединяющийся системой проливов пруд, на котором установлен искусственный каскад, каменные мостики и искусственные гроты.

## Изображения
- Дворец
- Дворец Тышкевичей примерно в 1873–1879 годах
- Дворец Тышкевичей после реконструкции 1899 года
- Фото Яна Булгака, 1930-е годы
- Имение Ландварово в межвоенный период
- Дворец в 2013 году
- Дворец в 2015 году
- Реновация, 2023 год

- Парк
- Пруд
- Грот
- Водопад
- Каменные ступеньки XIX века, водонапорная башня
- Водонапорная башня
- Гостиница
- Дом управляющего
- Конюшни
- Амбар
- Амбар
- Водяная мельница
- Кафе «Ривьера»